# Giovanni Fraschina
Giovanni Giacomo Antonio Gaetano Fraschina (Bosco Luganese, 7 settembre 1750 – Lugano, 27 marzo 1837) è stato un vescovo cattolico svizzero-italiano. Fu arcivescovo titolare di Corinto.

## Biografia
Figlio di Giovanni Maria Antonio e di Maria Innocente Folia da Gavi. Frate cappuccino col nome di fra' Giovanni dal Bosco, studiò filosofia nel convento di Monza e teologia in quello di Milano. Fra il 1793 ed il 1804 fu predicatore apostolico a Roma
Il 2 aprile 1804 fu nominato arcivescovo titolare dell'arcidiocesi di Corinto, assistente al soglio pontificio e prelato domestico di Sua Santità.
Fu di fatto per oltre trent'anni vescovo del Canton Ticino in quanto delegato dai vescovi di Como e Milano.

## Genealogia episcopale
La genealogia episcopale è:
- Cardinale Scipione Rebiba
- Cardinale Giulio Antonio Santori
- Cardinale Girolamo Bernerio, O.P.
- Arcivescovo Galeazzo Sanvitale
- Cardinale Ludovico Ludovisi
- Cardinale Luigi Caetani
- Cardinale Ulderico Carpegna
- Cardinale Paluzzo Paluzzi Altieri degli Albertoni
- Papa Benedetto XIII
- Papa Benedetto XIV
- Papa Clemente XIII
- Cardinale Francesco Saverio de Zelada
- Cardinale Antonio Despuig y Dameto
- Arcivescovo Giovanni Giacomo Antonio Gaetano Fraschina, O.F.M.Cap.